# Kirsten Nuyes
Kirsten Nuyes (10 november 1997) is een Nederlands/Belgisch triatlete die op internationale wedstrijden uitkomt voor Nederland. Ze werd in 2014 Belgisch kampioene op de sprintafstand. In 2016 werd Nuyes Nederlands kampioene triatlon op de sprintafstand.
In 2014 dwong Nuyes kwalificatie af voor de Olympische Jeugdzomerspelen 2014 in Nanchang, China. Tijdens de individuele wedstrijd eindigde ze als 6e. Bij de teamwedstrijd eindigde ze met Nederland op de 5e plaats.

## Onderscheidingen
In 2014 won Kirsten Nuyes de Gijs Klerkx Award vanuit de Nederlandse Triathlon Bond, als talent van het jaar. 

## Palmares

### 2016
- Zwemloop Bergen op Zoom - Bergen op Zoom
- 10e ETU triatlon junioren Sprintafstand - Quarteira
- 8e ETU triatlon Sprintafstand - Melilla
- 4e Belgisch Kampioenschap triatlon team - Doornik
- 16e ETU triatlon junioren Sprintafstand - Lissabon
- 14e ETU triatlon junioren - Weert
- ETU triatlon junioren Sprintafstand - Burgas
- 22e Europees kampioenschap triatlon jeugd - Châteauroux
- 8e Wereldkampioenschap Mixed Relay - Hamburg
- 8e Europa Cup triatlon Sprintafstand - Rotterdam
- Sterke Peer Wuustwezel Wuustwezel
- Nederlands Kampioenschap triatlon Sprintafstand, Veenendaal
- Nederlands Kampioenschap triatlon Sprintafstand junioren, Veenendaal
- 15e Wereldkampioenschappen triatlon 2016 jeugd, Cozumel
- 5e triatlon Sprintafstand - Lille

### 2015
- Run-Bike-Run Watervliet - Watervliet
- Zwemloop Vlissingen - Vlissingen
- 18e ETU triatlon junioren Sprintafstand - Quarteira
- 9e ETU triatlon junioren Sprintafstand - Melilla
- triatlon Sprintafstand - Doornik
- Belgisch Jeugdkampioenschap triatlon team - Izegem
- Nederlands kampioenschap triatlon U23 - Weert
- ETU triatlon junioren Sprintafstand - Burgas
- 8e ETU triatlon junioren Sprintafstand - Holten
- 24e Europees kampioenschap triatlon junioren Sprintafstand - Genève
- triatlon Sprintafstand - Wuustwezel
- 35e Wereldkampioenschappen triatlon 2015 triatlon Sprintafstand U23, Chicago
- 4e triatlon Sprintafstand - Lille
- 46e ETU triatlon Sprintafstand - Alanya

### 2014
- Run-Bike-Run Watervliet - Watervliet
- 14e ETU triatlon junioren Sprintafstand - Quarteira
- Belgisch Jeugdkampioenschap duatlon - Doornik
- Belgisch kampioenschap triatlon Sprintafstand - Doornik
- 9e Kwalificatie Youth Olympic Games - Weert
- 5e ETU triatlon junioren Sprintafstand - Praag
- Nederlands Jeugdkampioenschap triatlon Sprintafstand - Amsterdam
- 19e Europees Jeugdkampioenschap triatlon Sprintafstand - Kitzbühel
- Belgisch Kampioenschap triatlon Sprintafstand, Brasschaat
- 16e ETU triatlon junioren Sprintafstand - Holten
- Belgisch kampioenschap triatlon Sprintafstand - Wuustwezel
- Belgisch U23-kampioenschap triatlon Sprintafstand - Wuustwezel
- 6e Olympische Jeugdzomerspelen 2014 - Nanchang
- 5e Olympische Jeugdzomerspelen 2014 team - Nanchang
- triatlon Sprintafstand - Mechelen
- 15e ETU triatlon junioren Sprintafstand - Alanya

### 2013
- Run-Bike-Run Watervliet - Watervliet
- Zwemloop Roosendaal - Roosendaal
- 17e ETU triatlon junioren Sprintafstand - Quarteira
- Belgisch kampioenschap triatlon Sprintafstand team - Doornik
- Belgisch kampioenschap triatlon Sprintafstand U23 - Lille
- 21e ETU triatlon junioren Sprintafstand - Vierzon
- 4e Nederlands kampioenschap triatlon Sprintafstand - Weert
- Nederlands Jeugdkampioenschap triatlon Sprintafstand - Weert
- Belgisch Jeugdkampioenschap triatlon team - Sint-Laureins
- 9e Europees Jeugdkampioenschap triatlon Sprintafstand - Alanya
- 10e Europees kampioenschap triatlon Sprintafstand team - Holten
- - triatlon Sprintafstand - Antwerpen
- - triatlon Sprintafstand - Nuenen
- - triatlon Sprintafstand Junioren - Schagen
- - triatlon Sprintafstand Junioren - Wuustwezel
- 24e ETU triatlon junioren Sprintafstand - Eton Dorney
- 43e Wereldkampioenschap triatlon Junioren - Londen
- - triatlon Sprintafstand Junioren - Maastricht

### 2012
- Run-Bike-Run Watervliet - Watervliet
- Zwemloop Bergen op Zoom - Bergen op Zoom
- Zwemloop Roosendaal - Roosendaal
- Zwemloop Hoeven - Hoeven
- Nederlands Jeugdkampioenschap triatlon Sprintafstand - Weert
- 4e Belgisch Jeugdkampioenschap triatlon Sprintafstand - Zwevegem
- triatlon Sprintafstand - Brasschaat
- triatlon Sprintafstand - Oud-Gastel
- triatlon Sprintafstand - Nuenen
- triatlon Sprintafstand - Schagen
- triatlon Sprintafstand - Izegem
- triatlon Sprintafstand - Viersel
- Nederland Jeugdkampioenschap off-road triatlon Sprintafstand - Vlaardingen
- 8e Europees Jeugdkampioenschap triatlon Sprintafstand - Madrid
- Nederlands Jeugdkampioenschap duatlon - Tilburg

### 2011
- triatlon Sprintafstand - Seneffe
- triatlon Sprintafstand - Zwevegem
- Belgisch Jeugdkampioenschap triatlon Sprintafstand - Izegem
- triatlon Sprintafstand - Viersel